# Kanton Lapleau
Lapleau is een voormalig kanton van het Franse departement Corrèze. Het kanton maakte deel uit van het arrondissement Tulle. Het werd opgeheven bij decreet van 24 februari 2014, met uitwerking op 22 maart 2015. De gemeenten werden toegevoegd aan het kanton Égletons met uitzondering van Latronche et Saint-Pantaléon-de-Lapleau, die opgenomen werden in het nieuwe kanton Haute-Dordogne.

## Gemeenten
Het kanton Lapleau omvatte de volgende gemeenten:
- Lafage-sur-Sombre
- Lapleau (hoofdplaats)
- Latronche
- Laval-sur-Luzège
- Saint-Hilaire-Foissac
- Saint-Merd-de-Lapleau
- Saint-Pantaléon-de-Lapleau
- Soursac